# Придеснянське
Придесня́нське — село в Україні, у Коропській селищній громаді Новгород-Сіверського району Чернігівської області. До 2016 у складі Городищенської сільської ради. Від 2016 орган місцевого самоврядування — Коропська селищна рада.
До 1965 року село називалося Савинки.

## Символіка
На гербі зображено річку Десна (синя смуга) через яку перекинутий міст (покрова), вгорі козацький хрест, внизу перехрещенні меч і стріла. Козацький хрест символізує місцеву дерев'яну церкву яка охороняє місцевих мешканців (покрова) від усіх негараздів. Перехрещенні стріла і меч символізують як роздоріжжя сучасних доріг так і те, що в давнину тут проходили торгівельні зв'язки та переселення народів.

## Історія
Село було козацьке. Церкву збудували на найвищій точці у селі у 1989 році (перевезли з села Великий Ліс). Ще до революції загорілася церква від блискавки і пожежу гасили молоком.
12 червня 2020 року, відповідно до розпорядження Кабінету Міністрів України № 730-р «Про визначення адміністративних центрів та затвердження територій територіальних громад Чернігівської області», увійшло до складу Коропської селищної громади.
19 липня 2020 року, в результаті адміністративно-територіальної реформи та ліквідації Коропського району, увійшло до складу Новгород-Сіверського району Чернігівської області.

## Населення

### Мова
Розподіл населення за рідною мовою за даними перепису 2001 року:
| Мова       | Кількість | Відсоток |
| ---------- | --------- | -------- |
| українська | 199       | 97.07%   |
| російська  | 5         | 2.44%    |
| білоруська | 1         | 0.49%    |
| Усього     | 205       | 100%     |

## Цікаві факти
Село входить до переліку місць де найкраще споглядати розлив Десни. Поблизу села є достатньо оглядових майданчиків, де розлив Десни особливо гарний. Річка тут звивиста й могутня. А її розлив у період повені немовби додатково підкреслює красу місцевої природи, показуючи її у повноті. Недаремно у мережі можна натрапити на чимало світлин розливу Десни саме із села Придеснянське.

## Пам'ятки
- Руїни дерев'яної церкви на честь св. Миколая Чудотворця! (джерела які вказують на честь Св. Олександри помиляються)[6] На одній зі зруйнованих стін була ікона, внизу котрої був напис:" Сей храм сооружён 26 июля 1899 года...."

## Постаті
- Потієнко Анатолій Юрійович (1983—2015) — солдат Збройних сил України, учасник російсько-української війни.